# Gnaphosa sinensis
Gnaphosa sinensis är en spindelart som beskrevs av Simon 1880. Gnaphosa sinensis ingår i släktet Gnaphosa och familjen plattbuksspindlar. Inga underarter finns listade i Catalogue of Life.